# Фальстер, Христиан
Христиан Фальстер (1 января 1690 — 24 октября 1752) — датский поэт-сатирик, филолог-классик, переводчик и педагог; современник Людвига Хольберга.

## Биография
Получил степень бакалавра от семинарии Нюкёбинга, в возрасте 22 лет поступил на работу в семинарию Рибе, где сразу стал конректором (заместителем директора) и в которой преподавал до конца своей жизни, через какое-то время укрепив её репутацию и став известным в Европе специалистом по латыни. В 1723 году стал ректором этой школы; его усилиями для семинарии было построено новое здание, также он организовал создание при ней крупной библиотеки. Ему неоднократно предлагали более высокие должности, в том числе ректора в Роксвилле и дважды профессуру в Копенгагене, однако он всякий раз отказывался, предпочитая преподавать в Рибе.
Ещё в бытность конректором начал переводить на датский язык сатиры древнеримского поэта Ювенала. В период 1720—1722 годов написал шесть собственных сатир, пять из которых были опубликованы анонимно в скором времени, а шестая, «Disse Tiders onde Optugtelse», вышла в 1726 году необычно крупным для того времени тиражом в 6000 экземпляров.
Датские литературоведы выделяют в творчестве Фальстера два периода: 1720—1722 годы, когда его поэзия характеризовалась энергичностью и оптимизмом, и 1730—1742 годы, когда, наоборот, его стихи стали наполнены пессимизмом и разочарованием в жизни. В своих работах Фальстер резко высмеивал недостатки своей эпохи; указывал на значение родного языка. Помимо сатир им было написано также несколько считавшихся авторитетными трудов по латинской филологии.
Главные произведения: «Satirer» (Копенгаген, 1840); «Amoenitates philologicae» (Амстердам, 1729—1732); перевод «Tristia» Овидия.